# Lista över ordförande i IFK Göteborg
Följande är en lista över ordförande i IFK Göteborg och deras största meriter från 1904 fram tills i dag. Fram till början av säsongen 2021 har IFK Göteborg haft 21 olika ordförande.
Den mest framgångsrika ordföranden i IFK Göteborg efter antalet vunna titlar är Gunnar Larsson som mellan 1982 och 2000 vann tio SM-guld, Svenska cupen tre gånger och Uefacupen två gånger. Den ordförande som har innehaft posten längst är Nils Grönwall, som satt 1947–1968 (22 år).

## Ordförande
| Namn              | Från | Till | Svensk mästare                                    | Svenska cupen  | Uefacupen |
| Arthur Wingren    | 1904 | 1906 |                                                   |                |           |
| Carl F. Andersson | 1906 | 1906 |                                                   |                |           |
| P.A. Sjöholm      | 1907 | 1910 | 1908 1910                                         |                |           |
| Carl E. Helgesson | 1911 | 1914 |                                                   |                |           |
| Herbert Johansson | 1915 | 1919 | 1918                                              |                |           |
| Carl "Ceve" Linde | 1920 | 1920 |                                                   |                |           |
| Knut Albrechtsson | 1921 | 1931 |                                                   |                |           |
| Julius Rothenberg | 1932 | 1934 |                                                   |                |           |
| Herbert Johansson | 1935 | 1946 | 1935 1942                                         |                |           |
| Nils Grönwall     | 1947 | 1968 | 1958                                              |                |           |
| Erik Johannesson  | 1969 | 1971 | 1969                                              |                |           |
| Bertil Westblad   | 1972 | 1981 |                                                   | 1979           |           |
| Gunnar Larsson    | 1982 | 2000 | 1982 1983 1984 1987 1990 1991 1993 1994 1995 1996 | 1982 1983 1991 | 1982 1987 |
| Kurt Eliasson     | 2001 | 2002 |                                                   |                |           |
| Bengt Halse       | 2003 | 2005 |                                                   |                |           |
| Stig Lundström    | 2006 | 2008 | 2007                                              | 2008           |           |
| Kent Olsson       | 2009 | 2012 |                                                   |                |           |
| Bertil Rignäs     | 2013 | 2013 |                                                   | 2013           |           |
| Karl Jartun       | 2014 | 2015 |                                                   | 2015           |           |
| Frank Andersson   | 2016 | 2017 |                                                   |                |           |
| Mats Engström     | 2018 | 2021 |                                                   | 2020           |           |
| Richard Berkling  | 2021 |      |                                                   |                |           |